# 高葛陂
高 葛陂（高 葛坡、こう かっぱ、1724年 - 1776年）は、江戸時代中期の漢詩人・儒学者。名は峻。字は伯起（たかおき）、維岳、道昂。通称は嘉右衛門、小左衛門。葛陂（葛坡）は号。別号は伊斎。先祖は明代末に日本に来た中国人。晩年に姓を王に改めた。

## 経歴
享保9年に大阪で生まれた。育ちは江戸下総葛飾。石島筑波に師事した。
父の死後、定住せず各地を放浪。
放浪の間に京都を何度も訪れ、富小路二条上ルにて私塾を開いた。私塾には池大雅・与謝蕪村・大典顕常・菅茶山などが通っていた。
皆川淇園・龍草廬・岡崎盧門・韓天寿・高芙蓉など当時の著名な儒学者・漢文学者との交流があった。
漢詩を収めた『葛陂先生枖杜集』を著したが、著書の多くは残存せず、儒学者としての業績を知る資料は少ない。